# Порядок клевания

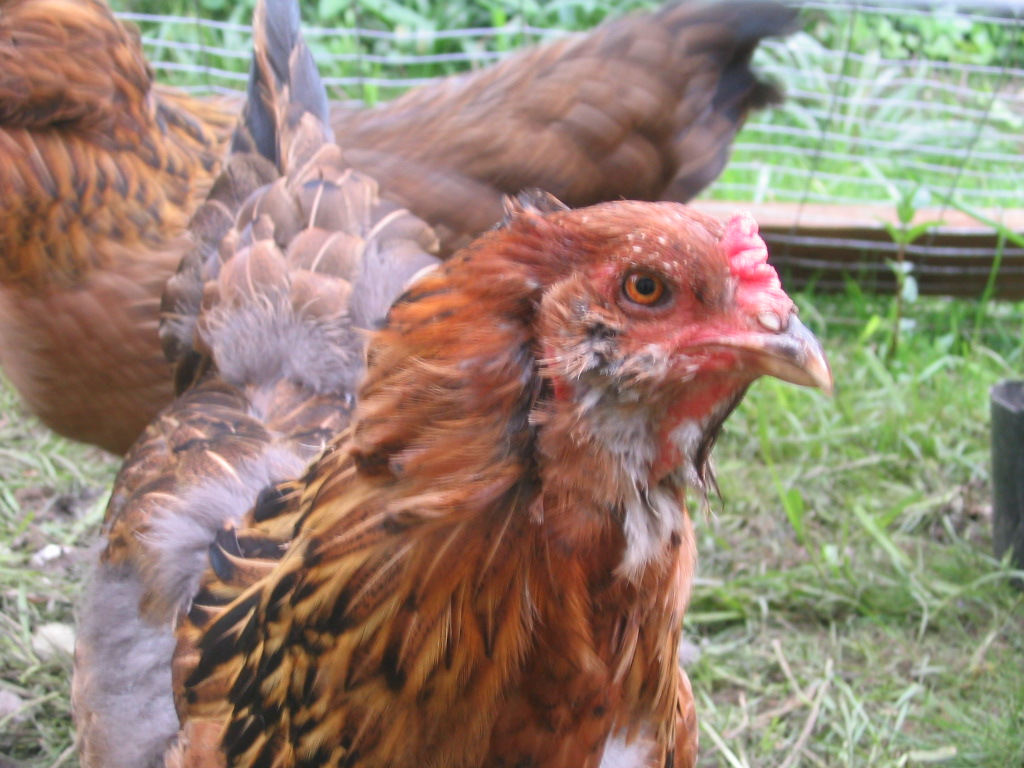
Повреждённые в результате клевания перья указывают на низкий ранг курицы

Порядок клевания — термин обозначения для иерархической системы организации общества. Он был впервые введён Торлейфом Шельдеруп-Эббе в 1921 году как немецкое Hackordnung или Hackliste; в английский язык этот термин перешёл в 1927 году.
Изначально использование термина порядок клевания выражало иерархию у кур. Куры утверждаются в иерархии с помощью различных форм поведения, в том числе и клевания сородичей, этот показатель и был использован Шельдеруп-Эббе в качестве меры доминирования для определения субординации. В 1924 году в своей статье на немецком языке он отметил, что «оборона и агрессия у кур осуществляется клювом». Акцент на клевание, в качестве первичного наблюдения, вызвал появление исследований поведения других домашних птиц, однако было замечено, что петухи во время конфликтов стремятся подпрыгнуть и вонзить когти в соперника.
Термин иерархия доминирования часто используется для этого типа социальной организации у других животных.
Порядок клевания является основной концепцией в социальной стратификации и социальной иерархии, которая имеется и у других видов животных, включая человека, хотя термин «порядок клевания» чаще используют как синоним.

## Биологические теории

### Функция
Конечной функцией порядка клевания является повышение абсолютной и относительной приспособленности животных, участвующих в его формировании. Бои за ресурсы, такие как еда и партнёры для спаривания дороги с точки зрения времени, энергии и риска получения травм. Путем выработки иерархии, животные определяют, кто получает приоритетный доступ к ресурсам, особенно когда они ограничены; при устойчивом порядке клевания отмечается снижение агрессии. Следовательно непосредственные функции порядка клевания — это уменьшение затрат времени, энергии и риска получения травм, во время получения ресурсов и обороны.

### Механизм
Основная концепция в установлении иерархии среди, например, кур, заключается в том, что это необходимо, чтобы определить «первую курицу» и «последнюю курицу» и распределить остальных между ними. Создание иерархии может уменьшить случаи конфликтов и тем самым снизить затраты энергии, необходимые для агрессивной конкуренции. Место в иерархии определяет, кто получает преимущественный доступ к ресурсам, таким как еда и партнёры.
В дикой природе происходит строгое наследование статуса в порядке клевания: так, первая дочь доминантной курицы будет наследовать самый высший статус, доминирующее положение второй курицы переходит дочери, и так далее, за исключением случая, если первая курица имеет вторую дочь, в таком случае вторая дочь станет второй доминантной курицей. Исследования генетической основы порядка клевания у кур показали, что он может в значительной степени определяться окрасом.
Животным не обязательно уметь распознавать сородичей внутри группы, чтобы поддерживать порядок клевания. Поведение мотивируется «правилом большого пальца». Например, если куры могут предвидеть бойцовские качества других кур, оценивая размер их тела, то они смогут поддерживать иерархию не прибегая к боям, так как это травмоопасно и энергетически неэффективно. По правилу большого пальца курица A, видя, что курица B больше неё, уступает, если курица B меньше — уступает она. Таким образом только куры одного размера будут драться, и порядок клевания в группе будет поддерживаться без необходимости индивидуального распознания.
Дикие неприручённые куры образуют относительно малые группы, обычно не более 10-20 особей. Было показано, что в более крупных группах, обычных для домашних кур, иерархия становится менее устойчивой, а агрессия возрастает.